# Fritz Kahn
Fritz Kahn (29 de septiembre de 1888, Halle, Alemania, 14 de enero de 1968, Locarno, Suiza) fue un médico ginecólogo, escritor y divulgador alemán de ascendencia judía.

## Historia
Nació el 29 de septiembre de 1888 en Halle, Alemania. Su padre fue el doctor y escritor Arthur Kahn. Creció en la tradición judía ortodoxa y recibió una educación humanista. Emigró junto con su familia a los Estados Unidos donde vivió en Hoboken y Nueva York. Regresó a Alemania 3 años después.
Tras varias mudanzas, la familia se asentó en Berlín. Kahn estudió medicina en la Universidad de esa misma ciudad. Le interesaron las ciencias naturales y las humanidades. Escribió artículos de ciencia para varios periódicos alemanes.
En 1912 comenzó a colaborar con la editorial Franckh’sche Verlagshandlung, que le encargó un libro de biología humana.
Durante la Primera Guerra Mundial sirvió en el frente como médico militar en Alsacia, Vosges y en el Norte de Italia. En su tiempo libre escribió Die Milchstraße (La Vía Láctea) en 1914.
Después de la guerra trabajó como cirujano y ginecólogo en un hospital. En 1919 escribió Die Zelle (La Célula). En 1920 escribió Die Juden als Rasse und Kulturvolk (Los judíos como raza y pueblo cultural) en el que atacaba el antisemitismo y el nacionalismo que comenzaban a estallar.
Hacia 1920 abrió un estudio en el que trabajaban ilustradores.
Entre 1922 y 1931 escribió la serie de 5 libros Das Leben des Menschen (La vida del hombre). Tenía un estilo que huía de la dureza de los libros de texto tradicionales, pero también alejado de un entretenimiento superficial.
En un clima de antisemitismo creciente mostró una actitud liberal, fundó una comunidad humanista y fue presidente de la Jüdische Altershilfe (Ayuda para los ancianos judíos).
En 1933 sus libros fueron prohibidos, confiscados y quemados públicamente. Debido a su herencia judía se le prohibió el ejercicio de la medicina en Alemania.
Por orden del Tercer Reich fue expulsado de la editorial Franckh’sche Verlagshandlung. La editorial, que temía perder suculentos ingresos, negoció con los nazis poder usar las ilustraciones con la firma Archivo pictórico Franckh, y estas fueron utilizadas por Gerhard Venzmer, un nazi que entonces se convirtió en el autor médico más importante y que publicó su propio libro del cuerpo humano, que era una copia del de Kahn.
Residió durante 4 años en Palestina donde se interesó por la construcción del Estado judío y entabló amistad con Chaim Weizmann, futuro primer presidente de Israel.
Después se mudó a París con su segunda esposa. En 1937 se publicó en Suiza su libro Unser Geschlechsleben (Nuestra vida sexual).
En 1938 sus libros fueron incluidos por los nazis en la lista de escritos dañinos e indeseables.
Tras la ocupación de Francia escapó a Burdeos, donde fue detenido. En 1939 publicó en Suiza Der Mensch gesund und krank (El hombre en la salud y la enfermedad).
En 1940 escapó a Portugal. En 1941 consiguió huir de Lisboa gracias a Varian Fry y a su Emergency Rescue Comittee, que ayudó a decenas de intelectuales a marchar hacia Estados Unidos. La carta que envió Albert Einstein al cónsul de Estados Unidos en Lisboa, en la que el físico alemán pedía el visado para Kahn, fue decisiva.
Intentó volver a Europa, pero siguió su carrera de éxitos en Estados Unidos. Publicó First Aid (Primeros Auxilios) y Man in Structure and Function (El Hombre en estructura y función), Publicó Das Atom' – endlich verständlich (El átomo, explicado al fin) Das Buch der Natur (El libro de la Naturaleza), y Design of the Universe (Diseño del Universo).
En 1956 regresó a Europa y se asentó en Suiza. Publicó una guía titulada Muss Liebe blind sein? (¿Debe ser ciego el amor?).
En 1960 sobrevivió a un terremoto en Agadir, Marruecos.
Vivió varios años en Dinamarca.
A los 79 años viajó a Ascona, Suiza para descansar.
Murió el 14 de enero de 1968 en una clínica de Locarno, Suiza.

## Obra
Fritz Kahn explicó el funcionamiento de nuestro cuerpo mediante dibujos que imitaban la actividad de una fábrica. Comparaban la tecnología de las máquinas con la de la naturaleza. Sus metáforas y analogías fueron muy exitosas. Combinó lo artístico con lo científico.

Muchas litografías se creaban según sus instrucciones en el departamento de diseño de la editorial. También trabajó con especialistas freelance, un pequeño círculo de pintores científicos, diseñadores gráficos y arquitectos que transportaban las ideas de Kahn al papel.
El póster El hombre como un palacio industrial fue dibujado por el arquitecto Fritz Schüler.